# Zoom (The Knack)
Zoom è il quinto album in studio del gruppo musicale statunitense The Knack, pubblicato il 14 luglio 1998. Nel 2003 ci fu una riedizione dell'album intitolata Re-Zoom e comprendente 3 tracce aggiuntive.

## Tracce
1. Pop Is Dead (Berton Averre, Doug Fieger) – 3:47
2. Can I Borrow a Kiss (Berton Averre, Doug Fieger) – 4:03
3. Smilin' (Berton Averre, Doug Fieger) – 4:03
4. Ambition (Doug Fieger, Stan Lynch) – 4:28
5. Mister Magazine (Doug Fieger) – 4:02
6. Everything I Do (Melissa Connell, Doug Fieger) – 3:50
7. Love Is All There Is (Doug Fieger) – 4:13
8. Terry & Julie Step Out (Berton Averre, Doug Fieger) – 3:33
9. Harder on You (Berton Averre, Prescott Niles) – 3:05
10. You Gotta Be There (Doug Fieger) – 3:22
11. Good Enough (Berton Averre, Doug Fieger) – 4:49
12. In Blue Tonight (Doug Fieger) – 3:48
13. Tomorrow (Berton Averre, Doug Fieger, Prescott Niles) – 4:27
14. (All in The) All in All (Doug Fieger, Oliver Leiber) – 5:13

### Re-Zoom (2003)
1. No Matter What (Pete Ham) – 2:54
2. Girls Talk (Elvis Costello) – 3:26
3. Mister Magazine (strumentale) – 4:01